# Cratere Guest
Guest è un cratere lunare di 19,79 km situato nella parte sud-occidentale della faccia nascosta della Luna.